# کاتل
کاتل (انگلیسی: Contemporary Amperex Technology) شرکت قطعات خودروی چینی است، که در سال ۲۰۱۱ تأسیس شد.